# Cadillac GT4
La Cadillac GT4 è un'autovettura del tipo sport utility vehicle, presentata a fine maggio 2023.

## Profilo

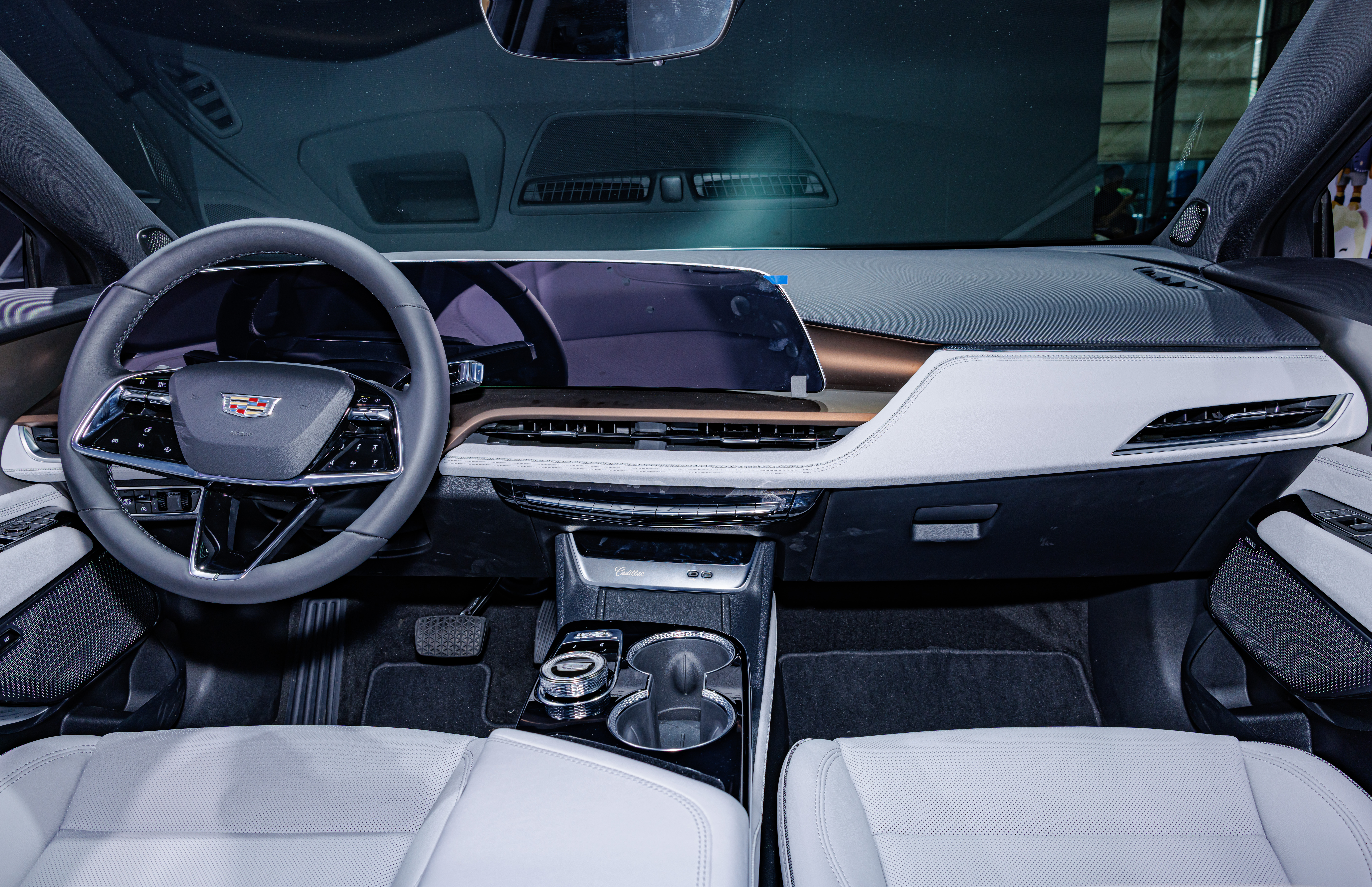
Interni della GT4

La vettura presenta delle dimensioni leggermente maggiori rispetto alla sorella XT4 con lo scopo di affermare maggiormente le vendite in Cina. 
Esteticamente si differenzia per una calandra ridisegnata, dei fari full-LED di serie più sottili, di cui quelli posteriori a forma di L rovesciata.
Negli interni troviamo inserti fatti in pelle come i sedili regolabili elettricamente, climatizzatore e cambio automatici, infotainment Cadillac User Experience.
Le prime foto della vettura sono state diffuse nel novembre 2022 dal Ministero dell'Industria cinese come parte del processo di omologazione. È stata messa in vendita in Cina a maggio 2023, con la produzione che avviene ad opera della SAIC-GM.

## Motorizzazioni
La Cadillac GT4 è spinta da un motore a quattro cilindri in linea da 1,5 o 2,0 litri alimentato a benzina: il 1,5 con 155 kW (211 CV) con a trazione anteriore e il 2,0 litri con 174 kW (237 CV) con trazione integrale. Entrambi sono sovralimentati mediante turbocompressore, hanno una rete di bordo a 48 Volt e un cambio automatico a 9 marce.